# Süleymanshah II
Suleyman II hay Rukn ad-Din Suleiman Shah (1196 – 1204), là vua nhà Seljuk của xứ Rûm (nay thuộc Thổ Nhĩ Kỳ, trị vì từ năm 1196 đến 1204.
Suleyman là con của vua Kilij Arslan II. Sau Kilij Arslan chết năm 1192, anh Suleyman là Kaykhusraw I xưng vương. Năm 1196 Suleyman phế truất Kaykhusraw và tiếm vị.
Suleyman đã thực hiện chính sách bành trướng, mở rộng lãnh thổ vương quốc. Năm 1201, Suleyman thôn tính xứ Erzurum. Suleyman cũng giành chiến thắng trong các cuộc chiến với đế quốc Đông La Mã (Byzantine), nhưng quân đội của ông đã bị người Gruzia đánh bại trong trận Basian năm 1203.
Sau khi Suleyman chết, con làn Kilij Arslan III (1204 - 1205) lên thay, và sau khi Kilij Arslan chết thì Kaykhusraw I lên ngôi lần thứ hai.